# Théodore Ott
Théodore Ott (* 14. August 1909 in Lausanne; † 1991) war ein Schweizer Hirnforscher.
Ott war Professor für Neurologie in Lausanne. Von 1959 bis 1963 war er Präsident der Schweizerischen Neurologischen Gesellschaft.
Der mit bis zu 80’000 Schweizer Franken dotierte Théodore-Ott-Preis gilt als höchste Auszeichnung für Hirnforschung in der Schweiz.